# Pacific National

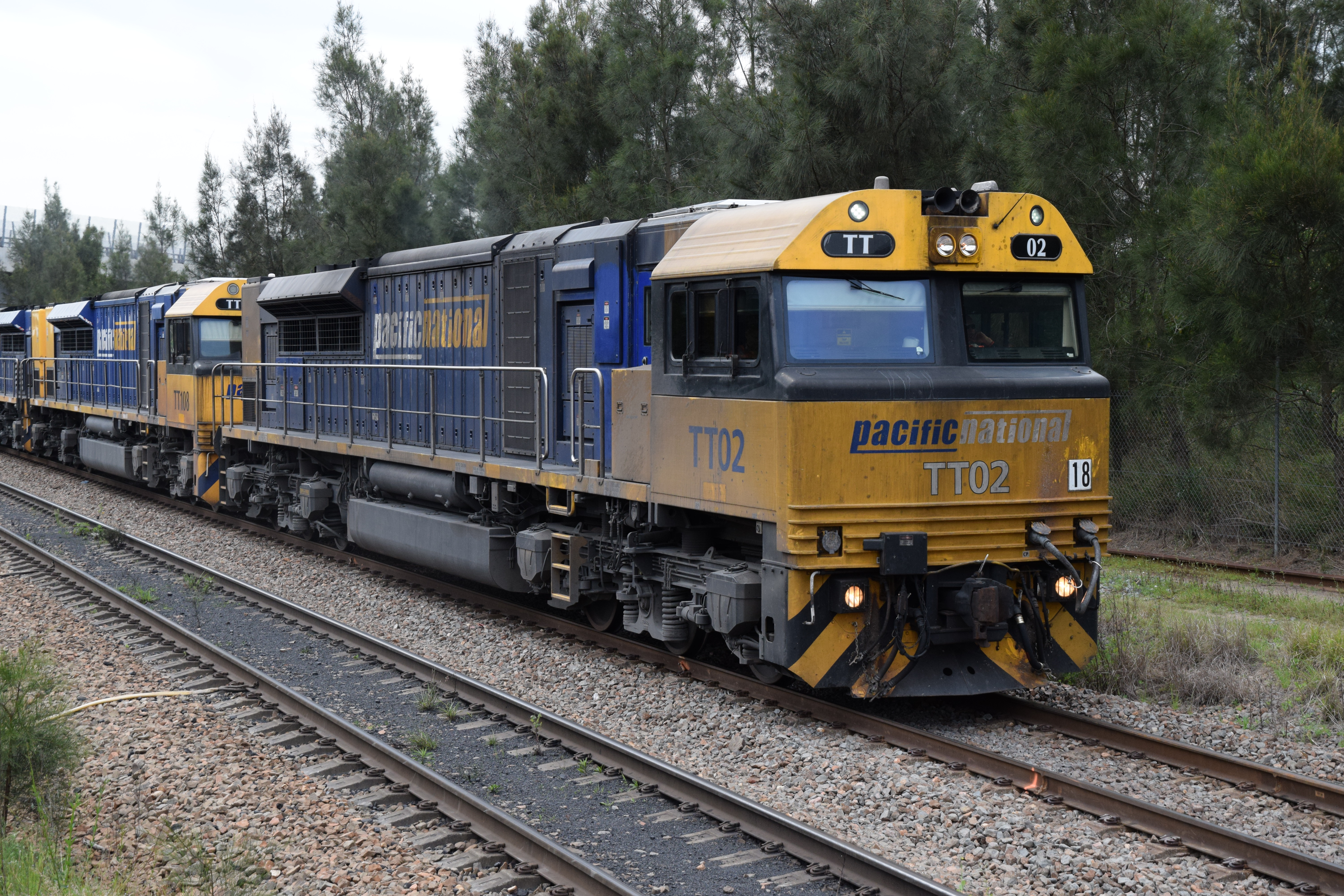
transporte ferroviario en Australia, Pacific National,que operaba con carbon

Pacific National es una de las empresas de transporte de mercancías más grandes de Australia. Nació en febrero de 2002 como una Joint venture entre Patrick Corporation y Toll Group, ahora es subsidiaria de Asciano Limited.

## Historia
En febrero de 2002 las operaciones de carga de trenes y material rodante (propiedades del gobierno de Victoria y Nueva Gales del Sur) se combinaron con FreightCorp (propiedad del gobierno de Nueva Gales del Sur), y se vendieron a una empresa conjunta entre Patrick Corporation y Toll Holdings como Pacific National.En febrero de 2004 Pacific National adquirió la red de transporte australiano que era operada por AN Tasrail. En agosto de 2004 Pacific National adquirió a Freight Australia, dando a Pacific National control de la vía férrea no urbana victoriana, con exclusión de la red interestatal que es controlada por la Australian Rail Track Corporation (propiedad del gobierno australiano).
Como parte de las condiciones de venta de la Comisión Australiana de la Competencia y del Consumidor, adjuntan condiciones especiales a la venta para garantizar la competencia en la industria del transporte ferroviario de mercancías. La compañía fue obligada a proporcionar un "paquete de inicio" de locomotoras, vagones, surcos, y terminales de carga para un operador ferroviario tercero en la ruta de este a oeste a través de la Llanura de Nullarbor. Para cumplir con esta, Pacific National vendió nueve locomotoras restauradas de clase G.
En noviembre de 2006 Pacific National firmó un acuerdo para vender el resto de su contrato de arrendamiento ferroviario victoriano de la red de nuevo al Gobierno de Victoria. La venta se completó en mayo de 2007.
En 2005 Toll Holdings lanzó una oferta pública de adquisición por su socio de empresa conjunta Patrick Corporation, que fue exitosa dando a Toll Holdings el 100% la propiedad de Pacific National. En 2007 Toll Holdings se reestructuró en dos empresas que figuran en la ASX,la Toll Holdings y Asciano Limited.Como parte de esta reestructuración, Pacific Nacional se convirtió en una subsidiaria de propiedad total de Asciano Limited.